# 将棋無双
将棋無双（しょうぎむそう）は、江戸時代の将棋指し七世名人三代伊藤宗看による、詰将棋100番を纏め、江戸幕府に献上された作品集である。原書名は「象戯図式」。
手数は9手（65番）から225手（75番）に亘る中でも、神局と称される「第30番」、歩頭馬鋸の傑作である第70番、それまでの長手数記録（99手）を破った第75番、そして不規則竜追いの第100番（大迷路）は有名である。また、その複雑難解さ故にいくつかの不完全作が見つかっており、第5、6、8、31、37、40、57、63、64、65、79、92番がそれである。
弟の贈名人・伊藤看寿の「将棋図巧」と並び、古今最高峰の詰将棋作品集と言われる。その多くは非常に難解で、なかなかその解答本が見つからなかったため、「詰むや詰まざるや」または「詰むや詰まざるや百番」とも呼ばれた。
米長邦雄は、「将棋図巧と将棋無双の200題すべてが解ければプロ棋士になれる」と公言していた。

## その他
脚本家の太田守信は、神局と称される「第30番」をモチーフとした演劇『将棋無双・第30番～神局のヴァンパイア～』を2024年に発表した。